# Hongkong op de Paralympische Zomerspelen 2020
Hongkong was een van de landen die deelnam aan de Paralympische Zomerspelen 2020 in Tokio, Japan.

## Medailleoverzicht
| Badminton   | Chu Man Kai    | Enkelspel, SH6 (m)  | Zilver |  |  |
| Boccia      | Team           | Paren, BC4 (g)      | Zilver |  |  |
|             |                |                     |        |  |  |
| Badminton   | Chan Ho Yuen   | Enkelspel, WH2 (m)  | Brons  |  |  |
| Boccia      | Leung Yuk Wing | Enkelspel, BC4 (g)  | Brons  |  |  |
| Tafeltennis | Wong Ting Ting | Enkelspel, BC11 (g) | Brons  |  |  |

## Deelnemers en resultaten
(m) = mannen, (v) = vrouwen, (g) = gemengd 

### Atletiek

#### Baanonderdelen
| Atleet       | Onderdeel      | Series    | Series | Finale              | Finale              |
| Atleet       | Onderdeel      | Resultaat | Rang   | Resultaat           | Rang                |
| ------------ | -------------- | --------- | ------ | ------------------- | ------------------- |
| Yam Kwok Fan | 100 m, T36 (v) | 0:16.15   | 10e    | Niet gekwalificeerd | Niet gekwalificeerd |
| Yam Kwok Fan | 200 m, T36 (v) | 0:34.79   | 10e    | Niet gekwalificeerd | Niet gekwalificeerd |

#### Veldonderdelen
| Paralympiër | Onderdeel            | Resultaat | Prestatie |
| ----------- | -------------------- | --------- | --------- |
| Tang Nikki  | Verspringen, T20 (m) | 11e       | 5.74      |

### Badminton
| Paralympiër  | Onderdeel          | Groepsfase                   | Groepsfase                   | Groepsfase           | Groepsfase           | Positie | Finalefase                 | Finalefase                            | Finalefase                   | Plaats |
| Paralympiër  | Onderdeel          | Wedstrijd I                  | Wedstrijd II                 | Wedstrijd III        | Wedstrijd IV         | Positie | Kwartfinale                | Halve finale                          | (Troost)finale               | Plaats |
| Paralympiër  | Onderdeel          | Tegenstander Uitslag         | Tegenstander Uitslag         | Tegenstander Uitslag | Tegenstander Uitslag | Positie | Tegenstander Uitslag       | Tegenstander Uitslag                  | Tegenstander Uitslag         | Plaats |
| ------------ | ------------------ | ---------------------------- | ---------------------------- | -------------------- | -------------------- | ------- | -------------------------- | ------------------------------------- | ---------------------------- | ------ |
| Chan Ho Yuen | Enkelspel, WH2 (m) | JPN Daiki Kajiwara V met 1-2 | FRA Thomas Jakobs W met 2-0  | Niet van toepassing  | Niet van toepassing  | 2e      | GBR Martin Rooke W met 2-0 | KOR Kim Jungjun V met 1-2             | KOR Kim Kyung Hoon W met 2-0 | Brons  |
| Chu Man Kai  | Enkelspel, SH6 (m) | GBR Jack Shephard V met 1-2  | GBR Krysten Coombs W met 2-0 | Niet van toepassing  | Niet van toepassing  | 1e      | Niet van toepassing        | BRA Vitor Goncalves Tavares W met 2-1 | IND Krishna Nagar V met 1-2  | Zilver |

### Boccia
| Paralympiër                                      | Onderdeel          | Groepsfase                      | Groepsfase                          | Groepsfase                      | Groepsfase                             | Positie | Finalefase                     | Finalefase                     | Finalefase                  | Plaats |
| Paralympiër                                      | Onderdeel          | Wedstrijd I                     | Wedstrijd II                        | Wedstrijd III                   | Wedstrijd IV                           | Positie | Kwartfinale                    | Halve finale                   | (Troost)finale              | Plaats |
| Paralympiër                                      | Onderdeel          | Tegenstander Uitslag            | Tegenstander Uitslag                | Tegenstander Uitslag            | Tegenstander Uitslag                   | Positie | Tegenstander Uitslag           | Tegenstander Uitslag           | Tegenstander Uitslag        | Plaats |
| ------------------------------------------------ | ------------------ | ------------------------------- | ----------------------------------- | ------------------------------- | -------------------------------------- | ------- | ------------------------------ | ------------------------------ | --------------------------- | ------ |
| Ho Yuen Kei                                      | Enkelspel, BC3 (g) | KOR Kim Han Soo V met 2-4       | BRA Evani Soares da Silva W met 8-1 | POR Jose Macedo W met 3-1       | Niet van toepassing                    | 2e      | Niet gekwalificeerd            | Niet gekwalificeerd            | Niet gekwalificeerd         | 9e     |
| Lau Wai Yan Vivian                               | Enkelspel, BC4 (g) | CRO Davor Komar W met 4-3       | CAN Alison Levine W met 3-2         | SVK Martin Streharsky W met 8-1 | Niet van toepassing                    | 1e      | SVK Samuel Andrejcik V met 1-4 | Uitgeschakeld                  | Uitgeschakeld               | 5e     |
| Leung Yuk Wing                                   | Enkelspel, BC4 (g) | RPC Sergey Safin W met 3-1      | BRA Marcelo dos Santos W met 14-0   | BRA Eliseu dos Santos V met 4-6 | Niet van toepassing                    | 2e      | SVK Michaela Balcova W met 8-0 | THA Pornchok Larpyen V met 3-6 | CHN Zheng Yuansen W met 5-4 | Brons  |
| Tse Tak Wah                                      | Enkelspel, BC3 (g) | KOR Jeong Ho Won V met 1-8      | BRA Mateus Carvalho 3-3             | JPN Keisuke Kawamoto W met 3-2  | Niet van toepassing                    | 2e      | Niet gekwalificeerd            | Niet gekwalificeerd            | Niet gekwalificeerd         | 9e     |
| Wong Kwan Hang                                   | Enkelspel, BC4 (g) | GBR Stephen McGuire W met 4-1   | COL Euclides Grisales V met 3-7     | JPN Shun Esaki W met 5-3        | Niet van toepassing                    | 2e      | Niet gekwalificeerd            | Niet gekwalificeerd            | Niet gekwalificeerd         | 9e     |
| Yeung Hiu Lam                                    | Enkelspel, BC2 (g) | SVK Rastislav Kurilak W met 7-1 | JPN Takayuki Hirose W met 6-1       | POR Abilio Valente W met 4-3    | Niet van toepassing                    | 1e      | BRA Maciel Santos V met 5-6    | Uitgeschakeld                  | Uitgeschakeld               | 5e     |
| Ho Yuen Kei Liu Wing Tung Tse Tak Wah            | Paren, BC3 (g)     | Japan W met 4-4                 | Portugal W met 4-1                  | Australië W met 3-3             | Brazilië V met 3-5                     | 2e      | Niet van toepassing            | Zuid-Korea V met 2-5           | Griekenland V met 0-7       | 4e     |
| Leung Yuk Wing Lau Wai Yan Vivian Wong Kwan Hang | Paren, BC4 (g)     | Colombia W met 6-2              | Japan W met 7-1                     | Thailand W met 5-1              | Russisch Paralympisch Comité W met 8-2 | 1e      | Niet van toepassing            | Portugal W met 4-2             | Slowakije V met 2-3         | Zilver |

### Boogschieten
| Paralympiër   | Onderdeel                      | Kwalificatie | Kwalificatie | 1e ronde                            | 2e ronde                       | 3e ronde             | Kwartfinale          | Halve finale         | (troost)Finale       | Rang |
| Paralympiër   | Onderdeel                      | Score        | Positie      | Tegenstander Uitslag                | Tegenstander Uitslag           | Tegenstander Uitslag | Tegenstander Uitslag | Tegenstander Uitslag | Tegenstander Uitslag | Rang |
| ------------- | ------------------------------ | ------------ | ------------ | ----------------------------------- | ------------------------------ | -------------------- | -------------------- | -------------------- | -------------------- | ---- |
| Ngai Ka Chuen | Individueel, compound open (m) | 667          | 30e          | IRQ Sulaiman Sulaiman W met 140-138 | IND Rakesh Kumar V met 131-144 | Uitgeschakeld        | Uitgeschakeld        | Uitgeschakeld        | Uitgeschakeld        | 17e  |

### Paardensport
| Paralympiër          | Onderdeel                          | Resultaat | Prestatie |
| -------------------- | ---------------------------------- | --------- | --------- |
| Fleur Schrader       | Dressuur, vrije kür, graad III (g) | 14e       | 67.706%   |
| Tse Pui Ting Natasha | Dressuur, vrije kür, graad I (g)   | 16e       | 63.786%   |

### Schermen
| Paralympiër                                     | Onderdeel                           | Resultaat | Prestatie |
| ----------------------------------------------- | ----------------------------------- | --------- | --- |
| Chung Yuen Ping                                 | Degen individueel, categorie B (v)  | 11e       | Groep A V van CHN Zhou Jingjing met 1-5 W van USA Terry Hayes met 5-2 V van JPN Anri Sakurai met 1-5 V van BLR Alesia Makrytskaya met 0-5 V van POL Patrycja Hareza met 1-5 V van RPC Viktoria Boykova met 2-5                                 |
| Chung Yuen Ping                                 | Floret individueel, categorie B (v) | 11e       | Groep A V van RPC Liudmila Vasileva met 3-5 V van JPN Chisato Abe met 2-5 V van ITA Beatrice Vio met 2-5 V van CHN Xiao Rong met 2-5 V van GEO Irma Khetsuriani met 0-5 W van BRA Monica Santos met 5-4                                        |
| Ng Justine Charissa                             | Degen individueel, categorie A (v)  | 9e        | Groep B V van UKR Yevheniia Breus met 3-5 V van CHN Bian Jing met 1-5 W van USA Shelby Jensen met 5-2 W van POL Marta Fidrych met 5-3 1/8e finale: V van HUN Zsuzsanna Krajnyak met 12-15                                                      |
| Ng Justine Charissa                             | Floret individueel, categorie A (v) | 9e        | Groep A W van RPC Alena Evdokimova met 5-2 V van CHN Gu Haiyan met 0-5 V van GEO Nino Tibilashvili met 4-5 V van HUN Eva Andrea Hajmasi met 1-5 1/8e finale: V van HUN Eva Andrea Hajmasi met 10-15                                            |
| Yu Chui Yee                                     | Degen individueel, categorie A (v)  | 5e        | Groep A W van UKR Nataliia Mandryk met 5-2 W van BRA Carminha Oliveira met 5-2 W van HUN Zsuzsanna Krajnyak met 5-3 V van RPC Iuliia Maya met 4-5 1/8e finale: W van UKR Nataliia Mandryk met 15-10 Kwartfinale: V van CHN Rong Jing met 11-15 |
| Yu Chui Yee                                     | Floret individueel, categorie A (v) | 5e        | Groep B W van ITA Andreea Mogos met 5-1 V van HUN Zsuzsanna Krajnyak met 2-5 W van GEO Gvantsa Zadishvili met 5-2 W van JPN Mieko Matsumoto met 5-0 W van UKR Nataliia Mandryk met 5-0 Kwartfinale: V van CHN Rong Jing met 10-15              |
| Chung Yuen Ping Ng Justine Charissa Yu Chui Yee | Degen, team (v)                     | 4e        | Groep B V van Russisch Paralympisch Comité met 22-45 W van Polen met 45-40 Halve finale: V van Oekraïne met 27-45 Bronzen finale: V van Russisch Paralympisch Comité met 34-45                                                                 |
| Chung Yuen Ping Ng Justine Charissa Yu Chui Yee | Floret, team (v)                    | 4e        | Groep A V van Italië met 32-45 W van Verenigde Staten met 45-14 W van Oekraïne met 45-34 Halve finale: V van China met 33-45 Bronzen finale: V van Hongarije met 44-45                                                                         |

### Tafeltennis
| Paralympiër    | Onderdeel          | Groepsfase               | Groepsfase                    | Groepsfase                    | Positie | Finalefase           | Finalefase           | Finalefase                    | Finalefase           | Plaats |
| Paralympiër    | Onderdeel          | Wedstrijd I              | Wedstrijd II                  | Wedstrijd III                 | Positie | 1/8e finale          | Kwartfinale          | Halve finale                  | Finale               | Plaats |
| Paralympiër    | Onderdeel          | Tegenstander Uitslag     | Tegenstander Uitslag          | Tegenstander Uitslag          | Positie | Tegenstander Uitslag | Tegenstander Uitslag | Tegenstander Uitslag          | Tegenstander Uitslag | Plaats |
| -------------- | ------------------ | ------------------------ | ----------------------------- | ----------------------------- | ------- | -------------------- | -------------------- | ----------------------------- | -------------------- | ------ |
| Ng Mui Wui     | Enkelspel, C11 (v) | JPN Maki Ito W met 3-1   | RPC Elena Prokofeva V met 0-3 | POL Krystyna Lysiak V met 2-3 | 3e      | Niet gekwalificeerd  | Niet gekwalificeerd  | Niet gekwalificeerd           | Niet gekwalificeerd  | 5e     |
| Wong Ting Ting | Enkelspel, C11 (v) | FRA Lea Ferney W met 3-1 | UKR Natalia Kosmina W met 3-1 | JPN Kanami Furukawa V met 1-3 | 2e      | Niet van toepassing  | Niet van toepassing  | RPC Elena Prokofeva V met 1-3 | Uitgeschakeld        | Brons  |

### Zwemmen
| Atleet                                               | Onderdeel                              | Series              | Series              | Finale              | Finale              |
| Atleet                                               | Onderdeel                              | Resultaat           | Rang                | Resultaat           | Rang                |
| ---------------------------------------------------- | -------------------------------------- | ------------------- | ------------------- | ------------------- | ------------------- |
| Hui Ka Chun                                          | 100 m rugslag, S14 (m)                 | 1:02.74             | 11e                 | Niet gekwalificeerd | Niet gekwalificeerd |
| Tang Wai Lok                                         | 200 m vrije slag, S14 (m)              | 1:59.77             | 10e                 | Niet gekwalificeerd | Niet gekwalificeerd |
| Tang Wai Lok                                         | 100 m vlinderslag, S14 (m)             | 1:02.53             | 18e                 | Niet gekwalificeerd | Niet gekwalificeerd |
| Tang Wai Lok                                         | 200 m individuele wisselslag, SM14 (m) | 2:18.87             | 14e                 | Niet gekwalificeerd | Niet gekwalificeerd |
|                                                      |                                        |                     |                     |                     |                     |
| Chan Yui Lam                                         | 200 m vrije slag, S14 (v)              | 2:20.37             | 9e                  | Niet gekwalificeerd | Niet gekwalificeerd |
| Chan Yui Lam                                         | 100 m rugslag, S14 (v)                 | 1:12.57             | 6e                  | 1:12.49             | 6e                  |
| Chan Yui Lam                                         | 100 m schoolslag, SB14 (v)             | 1:25.02             | 11e                 | Niet gekwalificeerd | Niet gekwalificeerd |
| Chan Yui Lam                                         | 100 m vlinderslag, S14 (v)             | 1:07.20             | 3e                  | 1:06.65             | 4e                  |
| Chan Yui Lam                                         | 200 m individuele wisselslag, SM14 (v) | 2:37.70             | 10e                 | Niet gekwalificeerd | Niet gekwalificeerd |
| Cheung Ho Ying                                       | 100 m vlinderslag, S14 (v)             | 1:10.68             | 8e                  | 1:11.29             | 8e                  |
| Cheung Ho Ying                                       | 200 m individuele wisselslag, SM14 (v) | 2:38.46             | 11e                 | Niet gekwalificeerd | Niet gekwalificeerd |
|                                                      |                                        |                     |                     |                     |                     |
| Chan Yui Lam Cheung Ho Ying Hui Ka Chun Tang Wai Lok | 4 x 100 m vrije slag, S14 (g)          | Niet van toepassing | Niet van toepassing | 4:00.86             | 5e                  |

Afghanistan · 
Algerije · 
Amerikaanse Maagdeneilanden · 
Angola · 
Argentinië · 
Armenië · 
Aruba · 
Australië · 
Azerbeidzjan · 
Bahrein · 
Barbados · 
Belarus · 
België · 
Benin · 
Bermuda · 
Bosnië en Herzegovina · 
Botswana · 
Brazilië · 
Bulgarije · 
Burkina Faso · 
Burundi · 
Cambodja · 
Canada · 
Centraal-Afrikaanse Republiek · 
Chili · 
China · 
Chinees Taipei · 
Colombia · 
Congo-Brazzaville · 
Congo-Kinshasa · 
Costa Rica · 
Cuba · 
Cyprus · 
Denemarken · 
Dominicaanse Republiek · 
Duitsland · 
Ecuador · 
Egypte · 
El Salvador · 
Estland · 
Ethiopië · 
Faeröer · 
Fiji · 
Filipijnen · 
Finland · 
Frankrijk · 
Gabon · 
Gambia · 
Georgië · 
Ghana · 
Griekenland · 
Groot-Brittannië · 
Guatemala · 
Guinee · 
Guinee‑Bissau · 
Haïti · 
Honduras · 
Hongarije · 
Hongkong · 
Ierland · 
IJsland · 
India · 
Indonesië · 
Irak · 
Iran · 
Israël · 
Italië · 
Ivoorkust · 
Jamaica · 
Japan · 
Jordanië · 
Kaapverdië · 
Kameroen · 
Kazachstan · 
Kenia · 
Kirgizië · 
Koeweit · 
Kroatië · 
Laos · 
Lesotho · 
Letland · 
Libanon · 
Liberia · 
Libië · 
Litouwen · 
Luxemburg · 
Madagaskar · 
Maleisië · 
Mali · 
Malta · 
Marokko · 
Mauritius · 
Mexico · 
Moldavië · 
Mongolië · 
Montenegro · 
Mozambique · 
Namibië · 
Nederland · 
Nepal · 
Nicaragua · 
Nieuw-Zeeland · 
Niger · 
Nigeria · 
Noord-Macedonië · 
Noorwegen · 
Oeganda · 
Oekraïne · 
Oezbekistan · 
Oman · 
Oostenrijk · 
Pakistan · 
Palestina · 
Panama · 
Papoea-Nieuw-Guinea · 
Peru · 
Polen · 
Portugal · 
Puerto Rico · 
Qatar · 
Roemenië · 
Russisch Paralympisch Comité ·
Rwanda · 
Saint Vincent en Grenadines · 
Samoa · 
Saoedi-Arabië · 
Sao Tomé en Principe · 
Senegal · 
Servië · 
Seychellen · 
Sierra Leone · 
Singapore · 
Slovenië · 
Slowakije · 
Somalië · 
Spanje · 
Sri Lanka · 
Syrië · 
Tadzjikistan · 
Tanzania · 
Thailand · 
Togo · 
Tonga · 
Trinidad en Tobago · 
Tsjechië · 
Tunesië · 
Turkije · 
Turkmenistan · 
Uruguay · 
Venezuela · 
Verenigde Arabische Emiraten · 
Verenigde Staten · 
Vietnam · 
Zimbabwe · 
Zuid-Afrika · 
Zuid-Korea · 
Zweden · 
Zwitserland
Paralympisch Vluchtelingen Team